# Omaha (Schiff, 1923)
Die USS Omaha (Kennung CL-4) war ein Leichter Kreuzer der U.S. Navy und das Typschiff der aus zehn Einheiten bestehenden Omaha-Klasse. Es war das zweite Schiff dieses Namens und benannt nach der Stadt Omaha in Nebraska.
Getauft wurde das Schiff von Louise Bushnell White.  Erster Kommandant wurde Captain David C. Hanrahan.
Nach den Erfahrungen, die man mit den deutschen und britischen Zerstörern im Ersten Weltkrieg gemacht hatte, sollte es an Bewaffnung überlegen und an Geschwindigkeit gleichwertig sein. Hauptaufgabe war die schwere Komponente der Aufklärungsgruppe und die Niederkämpfung feindlicher Zerstörer.
Der USS Omaha wurde für den Dienst während des Zweiten Weltkrieges ein Battle Star zuerkannt.

## Baugeschichte
Die USS Omaha sollte ursprünglich nur mit acht seitlichen Kasemattgeschützen vom Kaliber 6 Zoll (152 mm) ausgestattet werden. Dieses Konzept wurde jedoch verworfen und an Bug und Heck zusätzlich je ein 6-Zoll-Zwillingsturm aufgestellt. Dies führte bereits zu erheblichen Stabilitätsproblemen. Die beiden Flugzeugkatapulte trugen ebenfalls zur Kopflastigkeit des Schiffes bei. Während seiner gesamten Dienstzeit erfuhr das Schiff keine gravierenden Umbauten, lediglich die Feuerleitanlagen wurden modernisiert und die Fla-Artillerie umfangreich verstärkt.

### Umbauten 1943
- Im Februar wurden aus Massegründen in der New York Navy Yard die beiden unteren Kasemattgeschütze achtern und die Torpedorohre entfernt, die beiden Dreipfünder durch 12 × 28-mm-Maschinenkanonen (Vierlingssätze) und die cal. 0.50 Maschinengewehre durch 8 × 20-mm-Maschinenkanonen ersetzt. Die 1940 eingebaute Feuerleitanlage Mk 16 RF wurde gegen 2 × Mk 3, sowie mehrere Mk 50, Mk 10 und Mk 44 ausgetauscht. Das Schiff erhielt außerdem die Ortungs-Radaranlagen SC-2 und SG. Der Anstrich wurde in den Tarnanstrich nach Schema 22 geändert.[3]

### Umbauten 1945
- Die 28-mm-Maschinenkanonen wurden durch 6 × 40-mm-Maschinenkanonen ersetzt, die Anzahl der 20-mm-Maschinenkanonen auf 14 erhöht.

Zusätzliche Technische Daten
- Panzerung

Horizontal     = 76 mm
Vertikal       = 38 mm
Geschütze      = 51 mm
Kommandobrücke = 51 mm
- Höhen über der Wasserlinie

Bug            = 10,10 m
Schornstein    = 20,70 m
Heck           = 4,0 m
Mast           = 33,50 m
- Brennstoffvorrat = ca. 2068 long tons

## Einsatzgeschichte
Nach der Indienststellung erfolgte am 24. Februar 1923 die Zuteilung zur Atlantikflotte. Bis zum  Beginn des Zweiten Weltkrieges unternahm das Schiff Routineaufgaben und Trainingsfahrten sowie zahlreiche Hafenbesuche unter anderem im Mittelmeer und der Karibik. In den Jahren 1939/1940 erfolgte die Teilnahme an der Neutralitätspatrouille im Mittelmeer und danach vom 7. Dezember 1941 bis Februar 1944 Überwachungsfahrten im Südatlantik und Jagd auf deutsche Blockadebrecher.
Das Schiff nahm während seiner Dienstzeit an keinen spektakulären Maßnahmen teil und führte überwiegend Routineunternehmungen durch. Zu erwähnen ist lediglich die Kaperung des deutschen Blockadebrechers Odenwald, der als das amerikanische Handelsschiff Willmoto getarnt war. Die USS Omaha brachte zusammen mit dem Zerstörer USS Somers vor dem Kriegseintritt der USA am 6. November 1941 die Odenwald im Südatlantik auf. Anfang Januar 1944 versenkten sich die Blockadebrecher  Rio Grande und Burgenland selbst, als sie von der Omaha gestellt wurden.
Zur Vorbereitung der Landung in Südfrankreich erfolgte im März 1944 die Verlegung nach Neapel. Vom 19. bis 25. August 1944 beschoss die Omaha als Teil der Task Force 86 den Hafen von Toulon.
Zwischen dem 26. August 1944 bis 15. August 1945 nahm das Schiff seine Patrouillendienst im Südatlantik wieder auf.
Am 1. September 1945 kehrte die Omaha nach Philadelphia zurück. Ab Februar 1946 wurde sie auf dem Philadelphia Navy Yard abgebrochen.

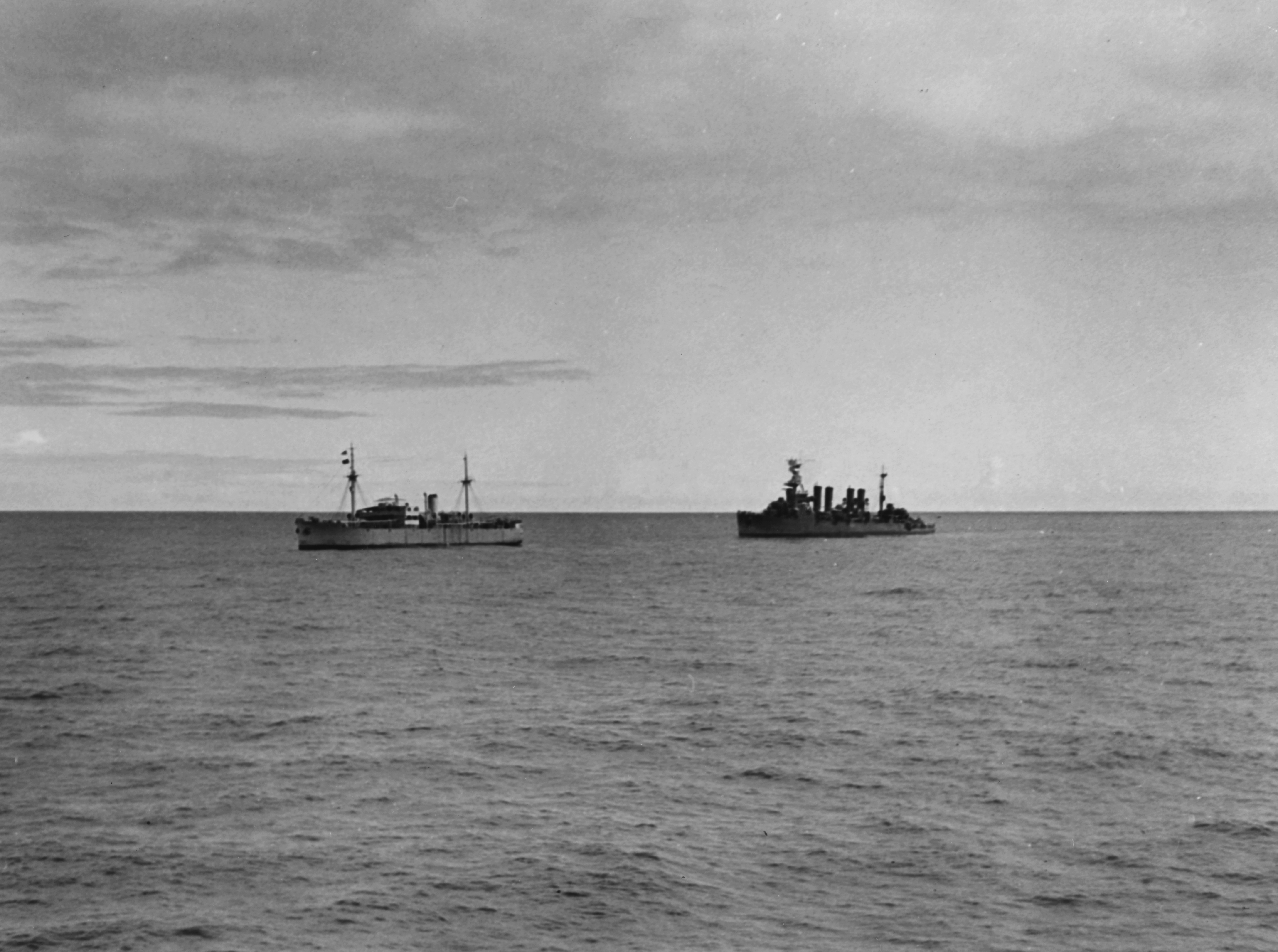
Die USS Omaha (rechts) bei der Aufbringung der Odenwald (links)

## Flottenzugehörigkeit
- 1925–1928: FDB (Flagship - Destroyers Battle Force, U.S. Fleet)
- 1929: FDFL/Pac (Flagship - DESFLOT Pacific Fleet)
- 30. Juni 1939 – 1. Februar 1940: CRUDIV 3 Battle Force U.S. Fleet
- 15. Oktober 1940: FDESPATFOR (Flagship - Destroyer Patrol Force)
- 26. Dezember 1940: FDESPATFOR + FDFL 9/PATFOR
- 1. Februar 1941: FD/LANT (Flagship - Destroyer Force Atlantic) + FDFL 8/9 LANT (Flagship - DESFLOT 8/9)
- 1. April 1941: FD/LANT + FDFL 9 LANT
- 1. Juli 1941 – 16. November 1942: 2 LANT (CRUDIV 2 Atlantic Fleet)
- 15. März 1943 – 5. März 1945: F2 LANT (Flagship - CRUDIV 2 Atlantic Fleet)